# 陆汝钤
陆汝钤（1935年2月15日—），男，原籍江苏苏州，生于上海，中国计算机科学家，中国科学院数学与系统科学研究院数学研究所研究员，中国科学院院士。

## 生平
陆汝钤原籍江苏苏州，生于上海。1959年毕业于德国耶拿大学数学系，获学士学位。1999年当选为中国科学院院士。2003年获得华罗庚数学奖。2018年获得吴文俊人工智能最高成就奖。